# Josep Estartús i Aiguabella
Josep Estartús i Aiguabella (Sant Privat d'en Bas, 1811 - Sant Privat d'en Bas, Garrotxa 1887) va ser un capitost carlí.
D'origen humil, de jove ingressà al Seminari de Girona, a les darreries del 1833, d'on en sortí per fer-se voluntari carlí. Participà en les tres guerres carlines i en els aixecaments de 1855 i 1869.
Destacà en nombrosos fets d'armes, com al setge d'Olot, el 1835, durant la Primera Guerra Carlina, que li valgué la graduació de comandant, abans d'acabar la campanya amb el grau de coronel.
Durant la Guerra dels Matiners, participà en l'acció del Pasteral i l'ocupació d'Olot el 1848 a les ordres de Ramon Cabrera, per la qual fou nomenat comandant general de la primera divisió, amb la graduació de brigadier.
El 1869 prengué part en l'aixecament de la provincia de Girona, amb el grau de mariscal de camp. Patí cinc exilis -dos a França, un a Suïssa, un a Itàlia i un a Anglaterra. El 1875, igual que Ramon Cabrera, reconegué Alfons XII. Morí el 28 de desembre de 1887.